# 遮罗迦本集
遮罗迦本集（羅馬化：caraka-saṃhitā）是一部以梵语撰写的阿育吠陀（印度传统医学）文献。它与《妙闻集》共同为古印度在此领域中流传下来的两部基础文献。
该书据称内容首先由阿特里雅教授，此后由阿格尼维夏编纂成书，并由遮罗迦修订，如今留存的手稿都是经过陀哩陀波罗（Dridhabala）编辑过的。
公元2世纪前的正文包括8部书和120章节。其描述了古代关于人体、各种疾病的原因論、症状学以及药理学的理论。书中还包括了一些描述饮食、卫生、预防、医学教育之重要性的章节，以及恢复健康所需的医生、护士和病人的合作。